# Calonectria morganii
Calonectria morganii är en svampart som beskrevs av Crous, Alfenas & M.J. Wingf. 1993. Calonectria morganii ingår i släktet Calonectria och familjen Nectriaceae.   Inga underarter finns listade i Catalogue of Life.